# 廖莫宜
丹斯里廖莫宜（英語：Leo Moggie Irok，1941年10月1日—）是马来西亚政治人物、砂拉越达雅党党员。他是马哈迪·莫哈末在担任第四任首相期间的内阁重要一员。廖莫宜曾被委任为工程部长、能源、通讯及多媒体部长等高职。2004年至2020年，担任国能非独立非执行主席，成为史上在位最久的国能主席。
他于2000年获得新西兰奥塔哥大学荣誉法学博士学位，并于2003年获得马来西亚多媒体大学荣誉科学博士学位。